# Seznam delov teleskopa in konstrukcije

## Mehanski deli

### Pripomočki
- Iskalni teleskop
- Kovinsko iskalo
- Reflektni kolimator
- Cheshirjev okular: Preprosto orodje za kolimiranje teleskopa

### Vodenje
- Urni pogon
- GoTo

### Mehanska konstrukcija
- Podporna celica z ogledalom
- Okvir Serrurier
- Posrebrenje

### Montaže
- Teleskopska montaža - Različne vrste:
  - Altazimutalna montaža
  - Ekvatorialna montaža
    - Ekvatorialna platforma
      - Poncetova platforma

    - Viličasta montaža
    - Nemška ekvatorialna montaža
    - Springfield montaža

### Optika
Zrcala in leče so pripomočki za usmerjanje in preoblikovanje žarkov svetlobe.
- Objektiv: Prva leča ali ukrivljeno zrcalo, ki zbira in usmeri svetlobo v okular.
  - Primarna leča: Objektiv refraktorja.
  - Primarno zrcalo: Objektiv reflektorja.
- Korekcijska plošča: Negativna leča položena pred primarno zrcalo, da se znebi optičnih aberacij.  
  - Schmidtova korekcijska plošča: Asferično-oblikovana korekcijska plošča, ki se jo uporablja v Schmidtovem teleskopu.
  - Meniskus korektor: Korektorska plošča v obliki meniskusa, ki se jo navadno uporablja v Maksutovem teleskopu.
- Fokuserska maska: Maska čez celo odprtino, ki je položena pred primarno zrcalo za lažje fokusiranje.
  - Bahtinova maska
  - Careyeva maska
  - Hartmannova maska
- Zrcalni objektiv: Ena ali več korektorskih leč (včasih kombiniran s korektorskim ukrivljenim zrcalom položena za (blizu gorišča) primarnim zrcalom, da bi popravil optične aberacije zrcala. Lahko so samo majhne verzije korekcijske plošče, a če so uporabljene v Cassegrain teleskopu zraven sekundarnega zrcala, so potrebne dodatne spremembe, ker gre skozi svetloba dvakrat.
- Sekundarno zrcalo
- Zrcalo
- Ukrivljeno zrcalo
- Honeycombovo zrcalo
- Tekoče zrcalo
- Parabolični reflektor

## Programska oprema in kontrolni vmesniki
- Aktivna optika
- Adaptivna optika
- ASCOM
- EQMod
- INDI
- PLate OPtimizer
- Versatile Real-Time Executive

## Zgradbe za teleskop
- Observatorij

- Ekvatorialna soba